# Coniopteryx rafaeli
Coniopteryx rafaeli är en insektsart som beskrevs av Meinander 1990. Coniopteryx rafaeli ingår i släktet Coniopteryx och familjen vaxsländor. Inga underarter finns listade i Catalogue of Life.